# Gianluca Meli
Gianluca Meli (* 20. Juni 1994 in Mannheim) ist ein deutscher Radiomoderator. Bekannt wurde er vor allem durch seine Arbeit bei 98.8 KISS FM in Berlin. Im Jahr 2024 gewann er den Deutschen Radiopreis in der Kategorie „Bester Moderator“.

## Leben und Ausbildung
Gianluca Meli wurde am 20. Juni 1994 in Mannheim geboren. Bereits früh zeigte er Interesse am Radio und absolvierte nach der Schulzeit erste Praktika in der Medienbranche, unter anderem bei Sunshine Live und bigFM. Sein Weg führte ihn schließlich über verschiedene Stationen in der Radiowelt zum Volontariat bei Funkhaus Freiburg, wo er seine Moderationsfähigkeiten weiterentwickelte.

## Karriere
Seine Radiokarriere begann Meli 2014 mit einem Praktikum bei bigFM, gefolgt von einem weiteren Praktikum bei Sunshine Live. 2017 fand er den Einstieg als Radiomoderator bei Funkhaus Freiburg (baden.fm). Hier moderierte er mehrere Sendungen, darunter „Gianluca am Nachmittag“ und die „Endlich Samstag-Show“. 2021 wechselte er zu NRJ in Ludwigsburg und trat im Oktober desselben Jahres seine Position bei KISS FM in Berlin an. Dort entstand die Nachmittagssendung „Gianluca LIVE - Italienisch für Anfänger“.

## Auszeichnungen
Im Jahr 2024 wurde Gianluca Meli mit dem Deutschen Radiopreis in der Kategorie „Bester Moderator“ ausgezeichnet. Diese Auszeichnung unterstreicht seine Bedeutung in der deutschen Radiolandschaft und würdigt seine außergewöhnlichen Moderationsfähigkeiten.
Die Auszeichnung wurde ihm von der Autorin Sophie Passmann überreicht. 
Besonders hervorgehoben wurde seine Sendung „Gianluca LIVE - Italienisch für Anfänger“, mit der er bei 98.8 KISS FM die Hörer auf den Feierabend einstimmt.

## Persönliches
Abseits seiner Radiokarriere ist Gianluca Meli auf Social Media präsent, wo er auf TikTok und Instagram mit humorvollen Inhalten eine breite Fangemeinde hat.